# غيفت كامبامبا
غيفت كامبامبا (بالإنجليزية: Gift Kampamba)‏ (مواليد 1 يناير 1979 في كيتوي) لاعب كرة قدم زامبي دولي يجيد اللعب في مركز الوسط . يلعب حاليا لصالح نادي غرين بوفالوز الزامبي منذ سنة 2009 .

## روابط خارجية
- غيفت كامبامبا على موقع قاعدة بيانات كرة القدم.إي يو (الإنجليزية)
- غيفت كامبامبا على موقع ناشيونال فوتبول تيمز (الإنجليزية)